# Bathypogon macrodonturus
Bathypogon macrodonturus är en tvåvingeart som beskrevs av Hull 1959. Bathypogon macrodonturus ingår i släktet Bathypogon och familjen rovflugor. Inga underarter finns listade i Catalogue of Life.